# Nervilia ignobilis
Nervilia ignobilis är en orkidéart som beskrevs av Takasi Tuyama. Nervilia ignobilis ingår i släktet Nervilia och familjen orkidéer. Inga underarter finns listade i Catalogue of Life.